# Мухаммад ибн Заид Аль Нахайян
Муха́ммад ибн За́ид ибн Султа́н А́ль Нахайя́н (араб. محمد بن زايد بن سلطان آل نهيان‎; род. 11 марта 1961, Эль-Айн, Договорный Оман) — президент Объединённых Арабских Эмиратов и эмир Абу-Даби с 14 и 13 мая 2022 года (соответственно). Председатель Исполнительного совета эмирата Абу-Даби с 8 декабря 2004 по 29 марта 2023 года. Третий сын основателя и президента ОАЭ Заида ибн Султана Аль Нахайяна от своей третьей жены Фатимы бинт Мубарак аль-Кетби.
Раньше был советником своего старшего брата, бывшего президента ОАЭ Халифы ибн Заида Аль Нахайяна. Когда тот перенёс инсульт, он стал фактическим правителем эмирата Абу-Даби и всех Объединённых Арабских Эмиратов с 2014 года, принимая все основные решения.
В 2019 году The New York Times назвала его самым могущественным арабским правителем и одним из самых влиятельных людей на Земле. По рейтингу журнала Time является одним из 100 самых влиятельных людей 2019 года.
По версии Королевского Центра исламских стратегических исследований Мухаммед признан восьмым самым влиятельным мусульманином в мире в 2023 году.
В 2023 году самой богатой семьей в мире по версии агентства Bloomberg стала правящая династия ОАЭ Аль Нахайян с состоянием $305 миллиардов.

## Биография

### Ранние годы

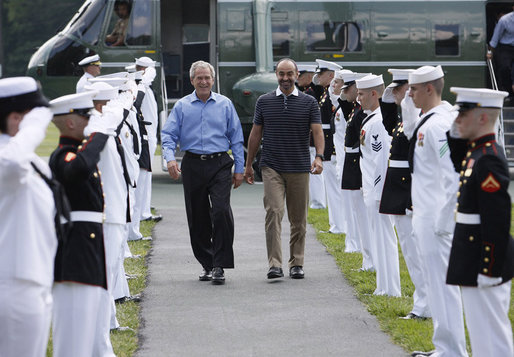
Мухаммад ибн Заид и Джордж Буш в Кэмп-Дэвиде

Родился 11 марта 1961 года в городе Эль-Айн в стране, которая тогда называлась Договорный Оман. Является третьим сыном Заида ибн Султана Аль Нахайяна, первого президента Объединённых Арабских Эмиратов и правителя Абу-Даби и его третьей жены Фатимы бинт Мубарак аль-Кетби.
У него есть братья: Халифа (ныне покойный президент ОАЭ), Султан, Хамдан, Хазза, Саид, Иса, Нахайян, Саиф, Тахнун, Мансур, Фалах, Диаб, Омар и Халид (также два покойных брата: Насер и Ахмед). Кроме того, у него есть несколько сестер. А также пять младших родных братьев: Хамдан, Хазза, Тахнун, Мансур и Абдулла. Их называют «Бани Фатима» или сыновья Фатимы.

### Образование
В 14 лет отец отправил его учиться в Марокко. Там он жил под вымышленным именем, поэтому никто даже не догадывался о его королевском статусе. Работал официантом в местном ресторане и сам себя обеспечивал.
Шейх Мухаммед получил образование в школах в своём родном городе Эль-Айн, Абу-Даби, после чего провёл лето в Гордонстауне, британской школе-интернате, в которой жили поколения британских королевских особ.
В Эмиратах его отец нанял уроженца Египта исламского ученого из «Братьев-мусульман» по имени Эззедин Ибрагим, чтобы тот занялся образованием Мухаммеда.
Получил образование в школах в своем родном городе Эль-Айн и в Абу-Даби, после чего он учился в Королевской военной академии в Сандхерсте, которую окончил в 1979 году. Здесь он близко сошёлся с учившимся там наследником султана Паханга Абдуллой, который в 2019 году стал султаном Паханга и Янг ди-Пертуан Агонга Малайзии.
Во время учёбы в Сандхерсте он прошёл базовый курс по бронетанковому делу, лётную и парашютную подготовку, летал на боевых самолётах, стажировался на вертолёте «Газель».
В 1980-х годах, будучи молодым военным офицером, во время отпуска в Танзании Мухаммеда поразили традиции и бедность народа масаи. По приезде он встретился с отцом. Отец спросил Мухаммеда, как он помог этим бедным несчастным людям. На что Мухаммед ответил, что те люди — не мусульмане. По словам Мохамеда, отец схватил его за руку и строго посмотрел. Он сказал: «Все мы творения Божьи».
Затем Мохамед вернулся домой в ОАЭ и прошёл курс подготовки офицеров в Шардже. Он занимал ряд должностей в вооруженных силах ОАЭ, от офицера гвардии Амири (теперь именуемой президентской гвардией) до пилота ВВС ОАЭ.

### Политические роли

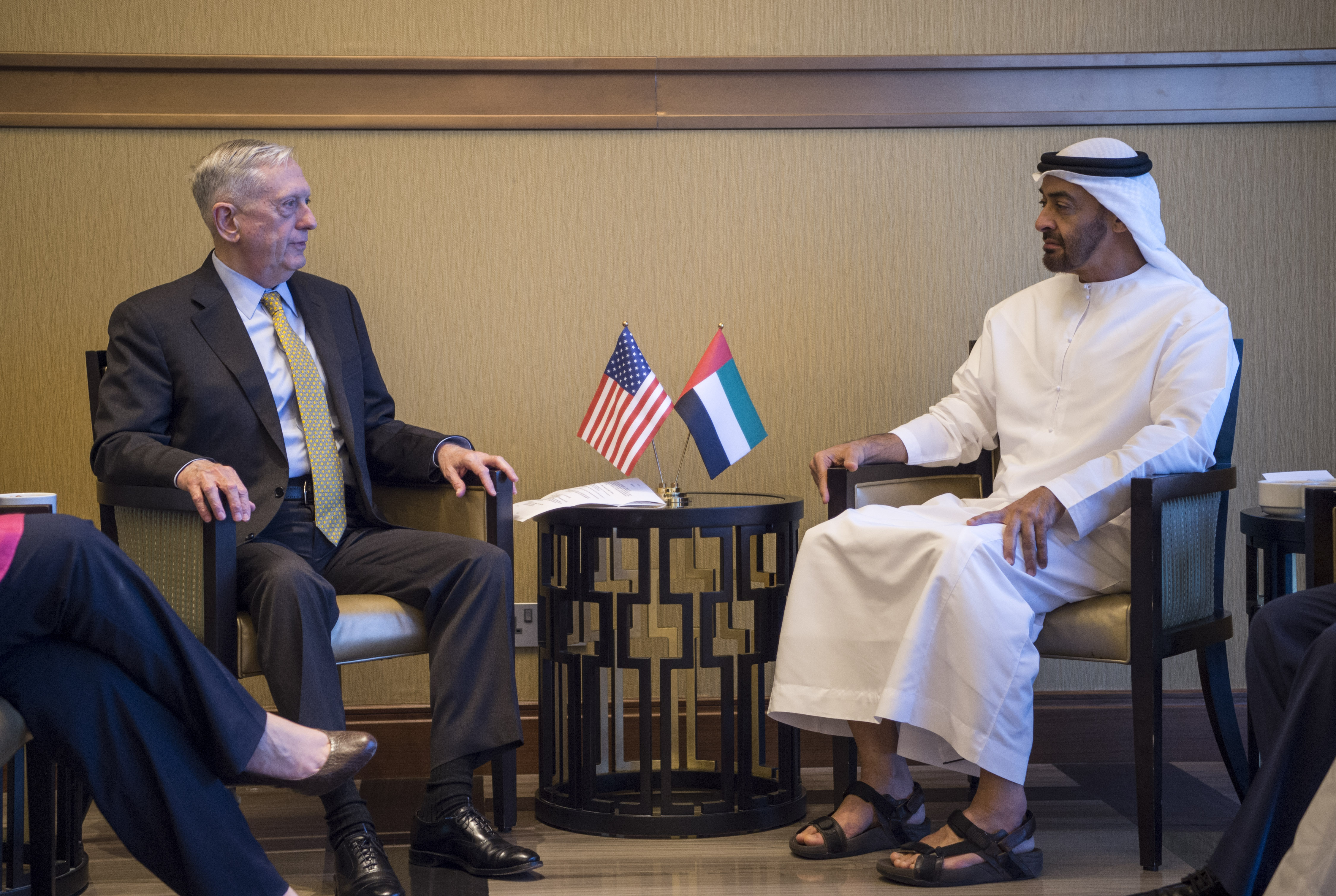
Мухаммад ибн Заид с министром обороны США Джеймсом Мэттисом в Абу-Даби. 2017

В ноябре 2003 года его отец Заид ибн Султан назначил его заместителем наследного принца Абу-Даби. После смерти своего отца стал наследным принцем Абу-Даби 2 ноября 2004 года.
С декабря 2004 года он также являлся председателем исполнительного совета Абу-Даби, который отвечал за планирование и градостроительные работы в эмирате Абу-Даби.
В ноябре 2010 года с министром иностранных дел ОАЭ Абдуллой ибн Заидом Аль Нахайяном приветствовали королеву Великобритании Елизавету II и герцога Эдинбургского — принца Филиппа во время их второго государственного визита в ОАЭ. Он также сопровождал королеву и герцога в ходе экскурсии по великой мечети шейха Заида в начале их визита.
После того как в 2014 года президент ОАЭ Халифа ибн Заид перенёс инсульт, он стал фактическим правителем эмирата Абу-Даби и всех ОАЭ, принимая все основные решения.
Сыграл ведущую роль во внешней политике ОАЭ, содействуя расширению взаимодействия со странами за пределами региона, куда входят страны Ближнего Востока и Северной Африки. Президент Франции — Эмманюэль Макрон пригласил его в Париж в 2018 году для обсуждения стратегий противодействия экстремизму и разработки двустороннего плана будущего партнёрства. Совместное заявление включало в себя положения о расширении сотрудничества и обмена по вопросам, связанным с образованием, культурой, историческим наследием, экономикой, инвестициями, энергетикой, космосом, миром и безопасностью в регионе, оборонным сотрудничеством, противодействием экстремизму и борьбой с изменением климата, а также по другим проблемам.
В 2019 году наследный принц Абу-Даби участвовал в церемонии подписания комплексного партнёрства между Сингапуром и ОАЭ, в рамках которого обе страны договорились укреплять сотрудничество в сфере бизнеса, финансов, инвестиций, обороны, развития и образования. Стороны также подписали три меморандума о взаимопонимании, в которых они согласились сотрудничать в области охраны окружающей среды и разумного потребления. В том же году он посетил Афганистан и подписал несколько меморандумов, посвященных сотрудничеству в области культуры, образования, спорта, горнодобывающей промышленности, энергетики и сельского хозяйства.
Он также предоставил значительную финансовую помощь от имени ОАЭ для укрепления роли государства на международной арене. В 2018 году он побывал в Эфиопии, где он встретился с премьер-министром Абием Ахмедом перед выплатой первого транша помощи от ОАЭ для Эфиопии в размере 3 млрд долларов США, предназначенного для преодоления валютного дефицита. Кроме того, ОАЭ предоставила помощь Сомали в периоды засухи.

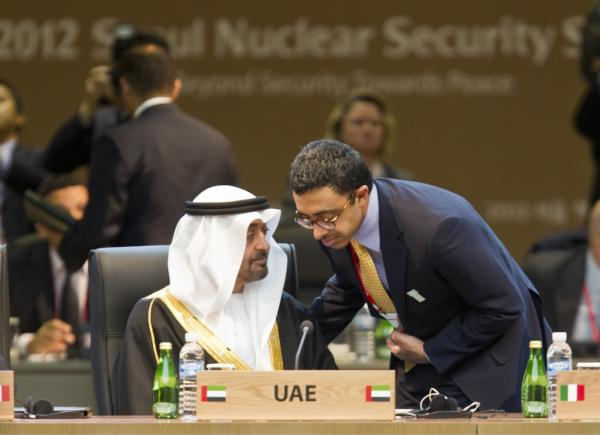
Мухаммад ибн Заид представляющий Объединённые Арабские Эмираты в NSS 2012

Представлял ОАЭ на саммитах по ядерной безопасности в 2012 и 2014 году, которые были организованы в Южной Корее и Нидерландах, соответственно. Правительство Индии пригласило его в качестве главного гостя на празднование 68-го Дня республики 26 января 2017 года.

#### Поощрение терпимости и борьба с экстремизмом

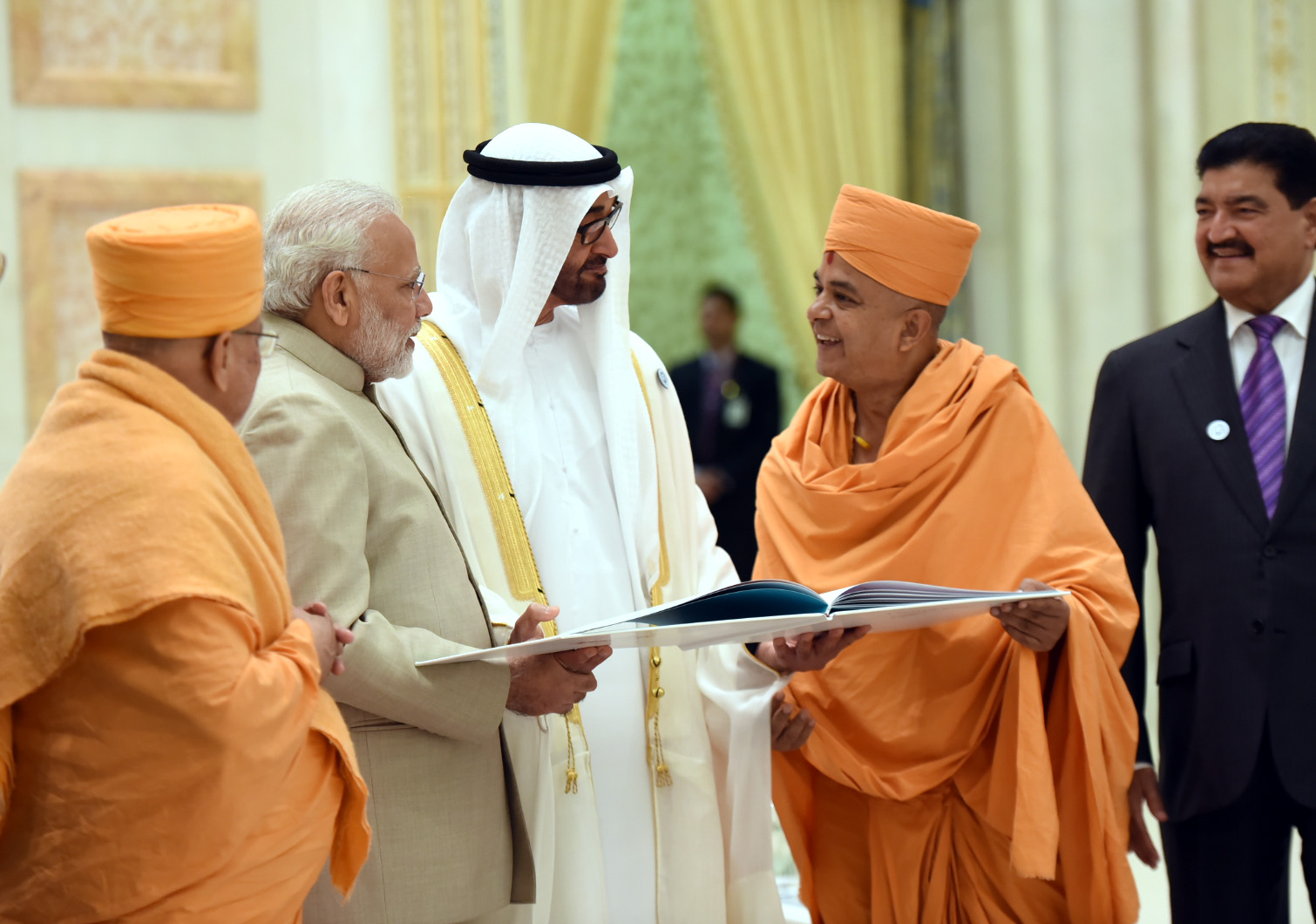
Мухаммад ибн Заид и премьер-министр Индии Нарендра Моди знакомятся с индуистским изданием

В 2016 году посетил папу римского Франциска, а в феврале 2019 года приветствовал папу в ОАЭ, отмечая первый папский визит на Аравийский полуостров. Приезд папы Франциска совпал со временем проведения форума под названием «Глобальная конференция человеческого братства», организованного под его патронажем. На конференции проводились обсуждения и семинары по вопросам содействия терпимости и взаимопонимания для предотвращения конфликтов и экстремизма. В рамках этого визита папа Франциск провел первую папскую мессу на Аравийском полуострове в спортивном комплексе «Заид Спорт Сити»; в богослужении приняли участие 180 000 верующих из 100 стран, включая 4000 мусульман.
Путешествовал по всему миру, продвигая тематику ОАЭ, выбранную на 2019 год — Год терпимости. Он также принимал участие в региональных и глобальных программах по борьбе с вооружённым экстремизмом, проведя беседы с официальными лицами в Индии, президентом Египта Абдул-Фаттахом Ас-Сиси и другими лидерами о заключении партнёрства для решения этих проблем.
В 2019 году был учреждён глобальный фонд сосуществования Заида — инициатива, которая направлена на реализацию принципов и целей, подробно изложенных в документе о братстве людей, подписанном папой Франциском и доктором Ахмадом аль-Тайебом, великим имамом мечети Аль-Азхар.

#### Роль в работе Верховного нефтяного совета
Является заместителем председателя Верховного нефтяного совета Национальной нефтяной компании Абу-Даби — основного руководящего органа, отвечающего за углеводородные ресурсы Абу-Даби. Он руководил реализацией нескольких стратегий развития и диверсификации, особенно тех, которые касаются производства сырой нефти, бензина и ароматических углеводородов; курировал вопросы ценообразования на газ и объёмов производства полиолефинов.

#### Роль в развитии экономики
Является главой экономического совета холдинга «Тавазун», ранее известного как Бюро офсетных программ ОАЭ, которое было создано в 1992 году. Его работа заключалась в повышении диверсификации экономики в эмирате Абу-Даби. Являясь главой экономического совета «Тавазун», наследный принц Абу-Даби направляет оборонные инвестиции в прибыльные проекты в различных отраслях, чтобы помочь диверсифицировать экономику ОАЭ.
Он является председателем Mubadala Investment Company, которая с момента своего основания в 2002 году является основным инвестиционным инструментом для правительства Абу-Даби. Задача компании заключается в получении долгосрочных социальных и экономических выгод для Эмиратов посредством диверсификации экономики и международных инвестиций.
В дополнение к этому, он также является главой совета экономического развития Абу-Даби (ADCED) -основного института планирования экономики в стране. На этой должности он приступил к реализации инициативы «Шарака», цель которой заключается в поддержке частного сектора ОАЭ и упрощении ведения бизнеса и инвестиций в Абу-Даби. Под его руководством ADCED осуществляет многочисленные проекты по расширению предпринимательства в ОАЭ.
В июне 2018 года он утвердил трёхлетний комплекс мер стимулирования экономики в размере 50 млрд дирхамов, нацеленный на содействие долгосрочным экономическим выгодам как для жителей ОАЭ, так и для инвесторов. Он также поручил провести комплексный пересмотр строительных норм и правил, чтобы стимулировать развитие городов.
Он является заместителем председателя инвестиционного управления Абу-Даби (ADIA), которое инвестирует средства от имени народа Абу-Даби с целью диверсификации и глобализации экономики. В портфель ADIA входят более двух десятков классов и подкатегорий активов.
Он утвердил комплекс мер стимулирования объёмом 1 млрд дирхамов для сельскохозяйственной техники, что помогло финансировать проекты, связанные с точным земледелием, сельскохозяйственными роботами, биоэнергетикой и выращиванием культур в закрытом грунте.

#### Инициативы в сфере образования и инноваций
Также прилагал усилия по повышению уровня образования в ОАЭ, чтобы он соответствовал самым высоким международным стандартам, благодаря своей занимаемой должности председателя Совета по образованию Абу-Даби, который был создан в 2005 году для разработки и реализации стратегий по повышению качества образования Р-12 в частных и государственных учреждениях, а также высшего образования.
Кроме того, он возглавляет центр стратегических исследований ОАЭ (ECSSR). ECSSR способствует академическому изучению экономических, социально-политических проблем и вопросов безопасности, которые имеют отношение к региону.
Помогал развивать технологии ОАЭ и поощрял культуру внедрения инноваций, выступая спонсором таких мероприятий, как национальный фестиваль науки, технологий и инноваций. Он также основал Международный конкурс робототехники имени Мухаммад ибн Заида для преобразования ОАЭ в региональный центр исследований в области робототехники и автономных систем.
В 2008 году первая группа студентов-стипедиантов его научной программы была выбрана в соответствии с инициативой филиала Нью-Йоркского университета в Абу-Даби, в рамках которой лучшим студентам Объединённых Арабских Эмиратов предоставляются специальные возможности совершенствоваться в качестве учёных и политических лидеров.

#### Работы по защите окружающей среды
Направил значительные усилия на защиту природы, возглавив программу ОАЭ по защите диких соколов, дроф и арабского орикса. Он также пожертвовал 1 млн долларов на предотвращение гибели диких птиц от контакта с линиями электропередач. Эта финансовая помощь была выделена из фонда шейха Мухаммада ибн Заида, работа которого направлена на сохранение хищных птиц, общим объёмом 20 млн долларов.
Кроме того, он возглавляет фонд Мухаммада ибн Заида по сохранению видов — благотворительную организацию с бюджетом 25 млн евро, которая предоставляет целевые гранты для отдельных инициатив по сохранению видов, поощряет работу лидеров в области сохранения видов и повышает важность проблемы видового разнообразия в публичном дискурсе. Цель фонда также заключается в содействии усилиям по сохранению видов во всем мире.
Один из видов лесных ящериц — Enyalioides binzayedi — был назван в честь Мухаммада ибн Заида, дабы отметить его роль как учредителя этого фонда, оказавшего финансовую поддержку экспедициям, в ходе которых был обнаружен этот вид в национальном парке Кордильера Азул в Перу.
Он выделил 15 млрд долларов на развитие технологий солнечной, ветровой и водородной энергетики в своей стране. На базе дочернего предприятия «ГлобалФаундриз», принадлежащего компании «Мубадала», Мухаммад ибн Заид помог разработать программу производства полупроводников в ОАЭ, проложив путь к передовым технологиям, в том числе в энергетическом секторе.

#### Другие филантропические начинания
В 2011 году он и фонд Гейтсов взяли на себя обязательство выделять по 50 млн долларов США на приобретение и доставку вакцин для детей в Афганистане и Пакистане. Две трети от общей суммы в 100 млн долларов США были предоставлены альянсу GAVI для закупки и применения пятивалентной вакцины и пневмококковой вакцины для иммунизации 5 миллионов афганских детей. Оставшаяся часть пожертвования была выделена Всемирной организации здравоохранения, которая использовала её для закупки и применения пероральной вакцины против полиомиелита для 35 миллионов детей в Афганистане и Пакистане. GPEI (Международная инициатива по ликвидации полиомиелита) объявила в апреле 2018 года о распределении последних 12 млн долларов США в рамках обязательства ОАЭ на сумму 120 млн долларов США, взятого Мухаммадом ибн Заидом на глобальном саммите по вакцинам в 2013 году в Абу-Даби.
Его вклад в глобальные инициативы в области здравоохранения также включает в себя пожертвование в размере 30 млн долларов США в адрес партнёрства по борьбе с малярией в целях искоренения этого заболевания. Через месяц после объявления об этом пожертвовании в Абу-Даби состоялся глобальный форум по вопросам здравоохранения, посвященный усилиям по борьбе с такими болезнями во всем мире, как малярия, полиомиелит и онхоцеркоз.
Он также направил 55 млн дирхамов глобальной инициативе ООН по борьбе с торговлей людьми.
Благотворительный марафон Zayed Charity Marathon, проходящий в Нью-Йорке, собрал миллионы долларов с момента его открытия в 2005 году. Забег призван обратить внимание общества на проблему заболеваний почек, а доходы поступают в национальный почечный фонд США. Мухаммад ибн Заид организовал это мероприятие в честь своего отца, которому была сделана пересадка почки в Кливлендской клинике в 2000 году.
Он сделал вклад в улучшение здоровья людей, организовав фонд Reaching Last Mile. В 2017 году он учредил фонд для привлечения 100 млн долларов США с целью искоренения, ликвидации и борьбы с болезнями, поддающимися профилактике, которые влияют на здоровье и экономические перспективы самых бедных стран в мире.
Пожертвование Мухаммада ибн Заида в этот фонд составило 20 млн долларов. Другие взносы поступили от фонда Билла и Мелинды Гейтс и британского правительства. Управление средствами будет осуществляться фондом END — благотворительной инвестиционной платформой, направленной на борьбу с пятью наиболее распространенными забытыми тропическими болезнями: онхоцеркозом, лимфатическим филяриозом, полиомиелитом, малярией и дракункулезом. В дополнение к этому Мухаммад ибн Заид объявил о своем намерении основать в Абу-Даби исследовательский институт для разработки мер по борьбе с инфекционными заболеваниями.

#### Меценатская деятельность в области искусств

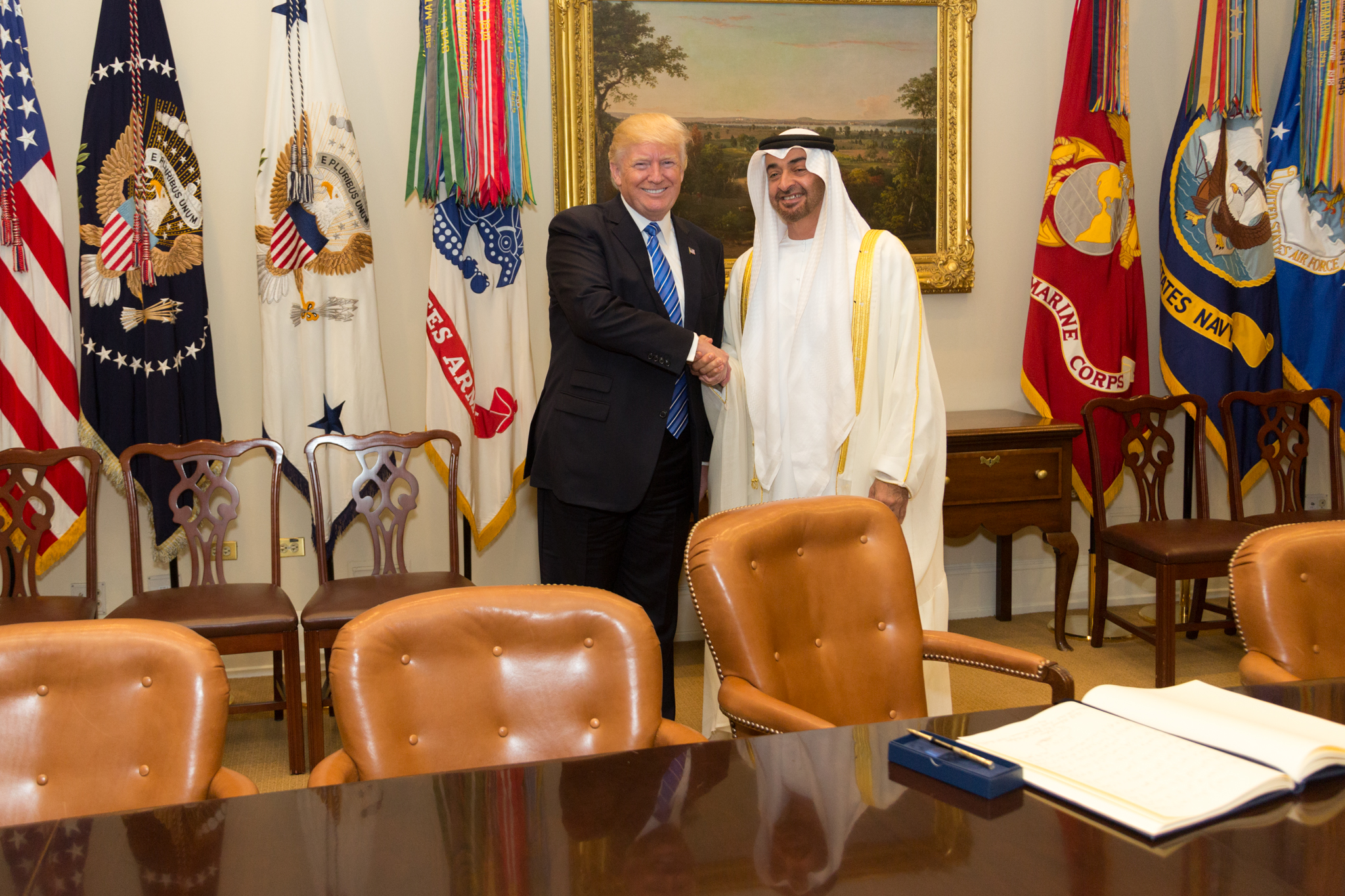
Мухаммад ибн Заид и президент США Дональд Трамп в Вашингтоне, округ Колумбия, май 2017 года

В целях развития туризма и диверсификации местной арт-сцены Мухаммад ибн Заид поддержал строительство художественных музеев, в том числе Лувра Абу-Даби и музея Гуггенхайма в Абу-Даби, а также объектов культурного наследия, таких как Каср аль-Хосн.
В 2009 году наследный принц Абу-Даби и экс-президент Франции Николя Саркози открыли выставку в отеле Emirates Palace, на которой были представлены произведения искусства, приобретенные для Лувра Абу-Даби, а также временные экспонаты из французских национальных музеев. Выставка была приурочена к началу строительных работ на новом участке музея, расположенном в культурном районе на острове Саадият. Открытие музея состоялось в ноябре 2017 года.
Его поддержка распространяется не только на изобразительное искусство, но и на языковое. Шейх является любителем поэзии Набати, поэтому он часто оказывает поддержку конкурсам поэзии в стране, проводя некоторые из них под своим патронажем.

#### Военные заслуги

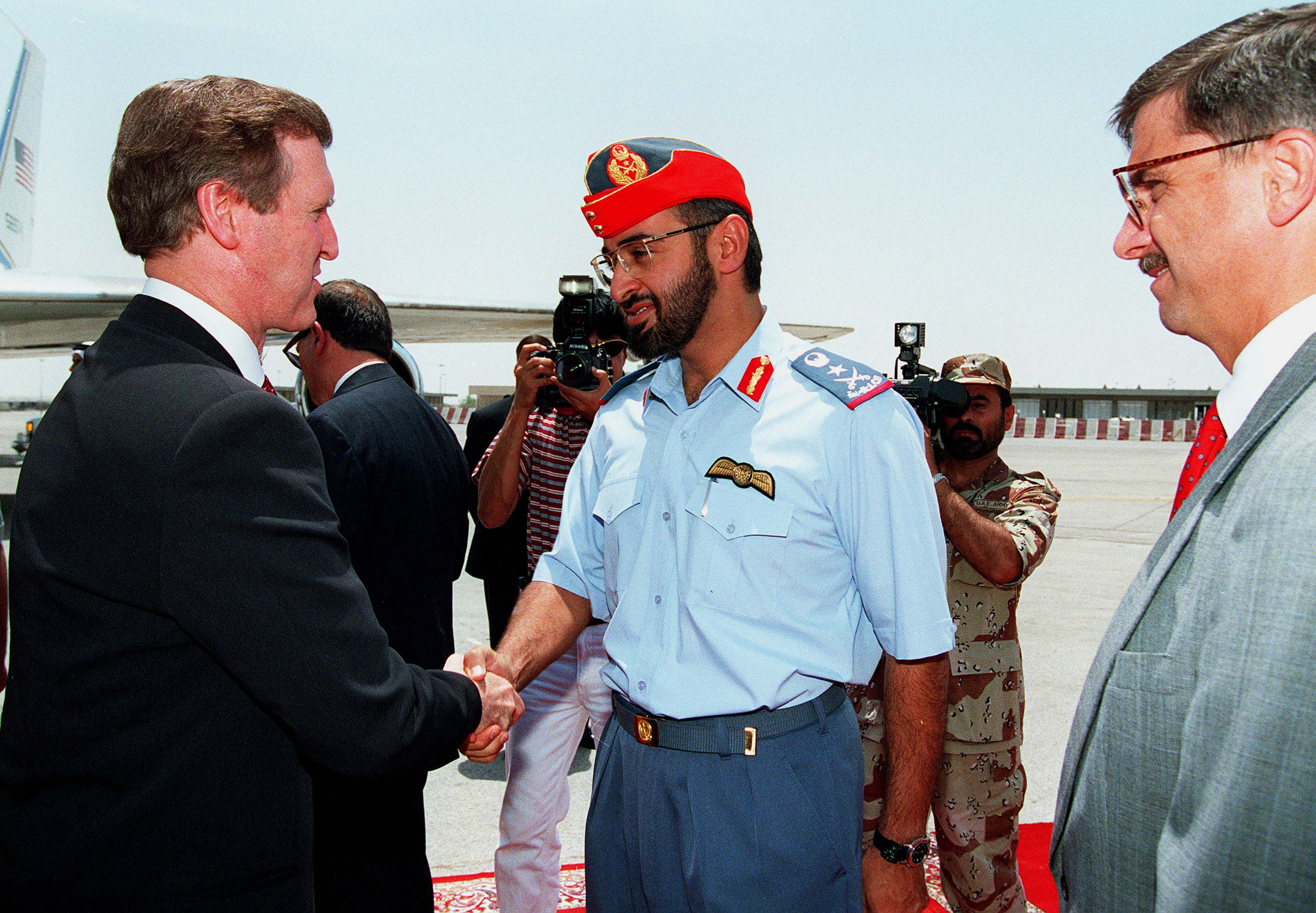
Мухаммад ибн Заид в военной форме в качестве начальника штаба военно-воздушных сил приветствует министра обороны США Уильяма С. Коэна в Абу-Даби, 1997 год

Служил офицером в гвардии Амири, пилотом в военно-воздушных силах ОАЭ, командующим военно-воздушными сил и воздушной обороны ОАЭ, а также заместителем начальника штаба вооружённых сил.
В 2005 году был назначен заместителем верховного главнокомандующего вооружёнными силами ОАЭ и ввиду этого был повышен в звании до генерал-лейтенанта.

#### Расширение прав женщин
Является поборником расширения прав и возможностей женщин и поэтому поддерживает их растущее присутствие в ряде областей, где традиционно доминируют мужчины. В апреле 2019 года он приветствовал делегацию женщин-офицеров из военно-миротворческой программы для арабских женщин, которые проходят подготовку в Абу-Даби для участия в глобальных операциях Организации Объединённых Наций по поддержанию мира. Он подчеркнул важность роли женщин-офицеров в операциях по поддержанию мира и безопасности.
Он также поощряет присутствие женщин на государственной службе. В 2019 году он провёл приём в честь первых дипломированных женщин-пожарных в Эмиратах, подчеркнув роль женщин как «настоящих партнёров и участников развития нации», и заявил, что они «определяют стратегические планы для настоящего и будущего страны».
Кроме того, он проводит регулярные встречи с представительницами многих учреждений ОАЭ, чтобы выразить уверенность в их способности помочь нации реализовать свои высокие устремления.
Он организовал специализированную медицинскую помощь и трансфер в Великобританию на санитарном самолёте ОАЭ для Малалы Юсуфзай, после того как талибы выстрелили ей в голову и шею в октябре 2012 года. Она получала длительную медицинскую помощь в больнице королевы Елизаветы в Бирмингеме, Великобритания.
Под его руководством официальные лица ОАЭ тесно сотрудничали с пакистанскими властями, чтобы организовать специализированный уход и трансфер для Малалы. В мае 2013 года, отправляясь на совершение умры, Малала остановилась в Абу-Даби, чтобы поблагодарить ОАЭ и Мухаммада ибн Заида за их помощь и поддержку, отметив, что роль наследного принца Абу-Даби подчеркнула гуманитарные аспекты исламских учений.

## Внешняя политика ОАЭ
В 2018 году Мухаммад ибн Заид отправился в Эфиопию, чтобы встретиться с премьер-министром Абием Ахмедом перед оказанием первой финансовой помощи Эфиопии от ОАЭ в размере 3 миллиардов долларов. Эта сумма была предназначена для преодоления нехватки иностранной валюты. При поддержке и инициативе Мохамеда в ОАЭ собрали средства для оказания помощи Сомали в периоды засухи.
Мухаммад ибн Заид является сторонником правительства Йемена, признанного мировым сообществом после гражданской войны в Йемене. Он поддержал вторжение саудитов в Йемен, которое было призвано изгнать боевиков-хуситов после захвата власти хуситами в Йемене.

### Президент ОАЭ и эмир Абу-Даби
После смерти своего старшего брата Халифы, который скончался 13 мая 2022 года в возрасте 73 лет, Аль Нахайян стал эмиром Абу-Даби, а на следующий день был избран президентом Объединённых Арабских Эмиратов.

## Спортивные интересы
Являясь давним поклонником соколиной охоты, основал школу соколиной охоты и изучения птиц им. Мухаммада ибн Заида с целью популяризации и сохранения древней традиции, передавая её новым поколениям жителей ОАЭ. Сам же он обучался этому у своего покойного отца.
В марте 2019 года в Абу-Даби состоялась Всемирная Специальная Олимпиада. Во время Олимпиады он подчеркнул важность единения, а также расширения прав и возможностей участников как во время мероприятия, так и после их возвращения на родину.

## Брак и семья
Женат на Саламе бинт Хамдан ибн Мухаммад Аль Нахайян. Их свадьба состоялась в 1981 году.
У них четыре сына и пять дочерей:
- Мариам бинт Мухаммад ибн Заид Аль Нахайян,
- Халид ибн Мухаммад ибн Заид Аль Нахайян,
- Шамса бинт Мухаммад ибн Заид Аль Нахайян,
- Зийяб ибн Мухаммад ибн Заид Аль Нахайян,
- Хамдан ибн Мухаммад ибн Заид Аль Нахайян,
- Фатима бинт Мухаммад ибн Заид Аль Нахайян,
- Шамма бинт Мухаммад ибн Заид Аль Нахайян,
- Заид ибн Мухаммад ибн Заид Аль Нахайян,
- Хасса бинт Мухаммад ибн Заид Аль Нахайян[15].

## Награды и почётные звания
Награды Объединённых Арабских Эмиратов
| Страна   | Дата          | Награда                           | Награда                           | Литеры |
| -------- | ------------- | --------------------------------- | --------------------------------- | ------ |
| ОАЭ      | 14 мая 2022 — | Гроссмейстер ордена Заида         | Гроссмейстер ордена Заида         |        |
| ОАЭ      | 14 мая 2022 — | Гроссмейстер ордена Федерации     | Гроссмейстер ордена Федерации     |        |
| ОАЭ      | 14 мая 2022 — | Гроссмейстер ордена Независимости | Гроссмейстер ордена Независимости |        |
| Абу-Даби | 13 мая 2022 — | Суверен ордена Аль Нахайян        | Суверен ордена Аль Нахайян        |        |

Награды иностранных государств
| Страна           | Дата            | Награда                                                                             | Награда                                                                             | Литеры |
| ---------------- | --------------- | ----------------------------------------------------------------------------------- | ----------------------------------------------------------------------------------- | ------ |
| Марокко          | июнь 1986       | Офицер ордена Трона                                                                 | Офицер ордена Трона                                                                 |        |
| Марокко          | апрель 1994     | Кавалер Большой ленты ордена Военных заслуг                                         | Кавалер Большой ленты ордена Военных заслуг                                         |        |
| Кувейт           | сентябрь 1994   | Медаль Освобождения                                                                 | Медаль Освобождения                                                                 |        |
| Кувейт           | июнь 1995       | Кавалер Большой ленты специального класса ордена Кувейта                            | Кавалер Большой ленты специального класса ордена Кувейта                            |        |
| Иордания         | 1996            | Гранд-офицер ордена Возрождения                                                     | Гранд-офицер ордена Возрождения                                                     |        |
| Оман             | февраль 2000    | Кавалер Военного ордена Омана 2 класса                                              | Кавалер Военного ордена Омана 2 класса                                              |        |
| Испания          | 23 мая 2008     | Кавалер Большого креста ордена Гражданских заслуг                                   | Кавалер Большого креста ордена Гражданских заслуг                                   |        |
| Палестина        | октябрь 2008    | Кавалер Большой ленты ордена Звезды Иерусалима                                      | Кавалер Большой ленты ордена Звезды Иерусалима                                      |        |
| Германия         | 2008            | Кавалер Большого креста ордена «За заслуги перед Федеративной Республикой Германия» | Кавалер Большого креста ордена «За заслуги перед Федеративной Республикой Германия» |        |
| Великобритания   | 2010            | Почётный рыцарь Большого креста ордена Святых Михаила и Георгия                     | Почётный рыцарь Большого креста ордена Святых Михаила и Георгия                     | GCMG   |
| Малайзия         | 17 июня 2011    | Командор ордена Защитника Королевства                                               | Командор ордена Защитника Королевства                                               | PMN    |
| Республика Корея | 21 ноября 2012  | Кавалер Большого ордена «Мугунхва»                                                  | Кавалер Большого ордена «Мугунхва»                                                  |        |
| Франция          | 15 января 2013  | Кавалер Большого креста ордена «За заслуги»                                         | Кавалер Большого креста ордена «За заслуги»                                         |        |
| Черногория       | 2013            | Орден Большой звезды Черногории                                                     | Орден Большой звезды Черногории                                                     | [ 93 ] |
| Марокко          | 17 марта 2015   | Кавалер ордена Мухамадийя 1 класса                                                  | Кавалер ордена Мухамадийя 1 класса                                                  |        |
| Сербия           | 2017            | Кавалер ленты ордена Республики Сербии                                              | Кавалер ленты ордена Республики Сербии                                              |        |
| Иордания         | 20 ноября 2018  | Кавалер цепи ордена Хусейна ибн Али                                                 | Кавалер цепи ордена Хусейна ибн Али                                                 |        |
| Бразилия         | 12 ноября 2021  | Кавалер цепи ордена Южного Креста                                                   | Кавалер цепи ордена Южного Креста                                                   |        |
| Италия           | 23 февраля 2025 | Большой крест на цепи ордена "За заслуги перед Итальянской Республикой              | Большой крест на цепи ордена "За заслуги перед Итальянской Республикой              |        |

Был награждён многочисленными военными, гуманитарными, экологическими и дипломатическими наградами.
- Орден «За заслуги», вручен генералом Норманом Шварцкопфом, командующим войсками и коалиционными силами США, в знак признания его роли в войне за освобождение Кувейта в апреле 1991 года.
- Медаль «За выдающиеся заслуги», вручена начальником штаба Вооружённых сил ОАЭ в мае 1992 года.
- Медаль Великого жёлтого сияющего флага, вручена Лян Чэном, премьер-министром Китайской Народной Республики в сентябре 1994 года.
- Орден Возрождения и славы, вручён королем Иордании Хусейном ибн Талалом в декабре 1996 года.
- Орден Возрождения и славы, вручён королем Иордании Абдуллой II ибн Хусейном в июне 1999 года.
- Великий офицер Почётного легиона, орден вручён президентом Франции Жаком Шираком в июне 2002 года.
- Золотой знак почёта продовольственной и сельскохозяйственной организации ООН (ФАО), вручён д-ром Джеком Диуфом, генеральным директором ФАО в апреле 2007 года.
- Почётный знак «За продовольственную безопасность» от продовольственной и сельскохозяйственной организации ООН (ФАО) и международный Сертификат о признании от Института сертификации природоохранной практики, вручены д-ром Джеком Диуфом, генеральным директором ФАО в сентябре 2008 года.
- Золотая медаль Основателя Всемирной деревни детей, вручена в марте 2009 года.
- Орден Великой звезды Черногории, вручён президентом Черногории Филиппом Вуяновичем 12 декабря 2013 года.
- Орден Свободы, высшая награда Косово международным деятелям, вручён 21 апреля 2014 года.